# Alfred Heiß
Alfred Heiß (Monaco di Baviera, 5 dicembre 1940) è un ex calciatore tedesco-occidentale, di ruolo attaccante.

## Carriera

### Club
Durante la sua carriera ha vestito solo la maglia del Monaco 1860, tra il 1959 ed il 1970.

### Nazionale
Ha più volte rappresentato la Nazionale tedesco-occidentale.

## Palmarès
- Campionato tedesco: 1

Monaco 1860: 1965-1966
- Coppa di Germania: 1

Monaco 1860: 1963-1964
- Campionato della Germania meridionale: 1

Monaco 1860: 1962-1963